# Endothenia albomaculata
Endothenia albomaculata es una especie de polilla del género Endothenia, categorizada en la tribu Olethreutini, de la subfamilia Olethreutinae.

## Distribución
Se distribuye por Tailandia.

## Taxonomía
Fue descrita por Kawabe en 1989 y publicada en (Metendothenia), Microlepid. Thailand 2: 49.